# Baptria reducta
Baptria reducta är en fjärilsart som beskrevs av Lank. 1937. Baptria reducta ingår i släktet Baptria och familjen mätare. Inga underarter finns listade i Catalogue of Life.